# Diana Frank
Diana Frank (* 29. August 1965 in Boulogne-Billancourt, Île-de-France, Frankreich) ist eine deutsch-französische Schauspielerin. In der RTL-Serie Der Clown spielte sie an der Seite von Sven Martinek, mit dem sie in dieser Zeit auch privat liiert war, die Reporterin Claudia Diehl. 2008/2009 war Frank als Katja Brandner in der ARD-Vorabendserie Verbotene Liebe zu sehen; in Folge 3304 starb sie den Serientod.

## Filmografie (Auswahl)
- 1989: Das Alienteam (Monster High)
- 1990: Pale Blood
- 1994: Florida Lady
- 1994: Tod aus dem All (Without Warning, Fernsehfilm)
- 1996: Nacht über L.A. (Dead of Night)
- 1996: Die französische Freundin (Arranged Marriage)
- 1997: Insel der Furcht (Fernsehfilm)
- 1997: Ballermann 6
- 1998–2001: Der Clown (Serie)
- 1998: Club Vampire
- 2002: Meine Schwester das Biest (She Me and Her)
- 2003: Alles Atze
- 2003: Alarm für Cobra 11 – Die Autobahnpolizei – Episode: Der Detektiv als Freundin von Schröder
- 2004: La Société
- 2005: Der Clown (Kinofilm)
- 2005: Siegfried
- 2008–2009: Verbotene Liebe
- 2010: Die Rosenheim-Cops – Aller Laster Anfang

Regie:
- 2015: For the Life of Me: Between Science and the Law.[1]